# Erich Fried

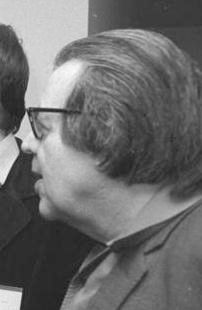
Erich Fried (1981)

Erich Fried född 6 maj 1921 i Wien, död 22 november 1988 i Baden-Baden, var en österrikisk författare och översättare. 

## Biografi
Erich föddes i en judisk familj i Wien som enda barnet till Hugo och Nelly Fried. Han flydde med sin mor till London 1938, efter att hans far blivit dödad av Gestapo. Han blev brittisk medborgare, men skrev sina verk på tyska. Under kriget arbetade han som bibliotekarie och på fabrik. 1944 gifte han sig med Maria Marburg, samma år som hans första diktsamling publicerades. 1952 skilde han sig och gifte om sig med Nan Spence Eichner. 1965 blev det skilsmässa även här och han gifte sig en tredje gång, nu med Catherine Boswell. 
Från 1952 till 1968 arbetade han som politisk kommentator för BBC Tyskland. Han översatte också verk av Shakespeare, T. S. Eliot och Dylan Thomas till tyska. Han ingick även i Gruppe 47. Han publicerade ett antal diktsamlingar men också radioteatermanus och en roman. 1962 återvände han till Wien för första gången efter sin flykt. 
Han dog av cancer i Baden-Baden 1988 och ligger begravd på Kensal Green cemetery i London. Ett österrikiskt litteraturpris är uppkallat efter honom, Erich Frieds Pris.